# Saint-Michel-de-Villadeix
Pour les articles homonymes, voir Saint-Michel.
Saint-Michel-de-Villadeix est une commune française située dans le département de la Dordogne, en région Nouvelle-Aquitaine.

## Géographie

### Généralités
Dans la moitié sud du département de la Dordogne, dans le nord du Bergeracois, la commune de Saint-Michel-de-Villadeix, traversée par le 45e parallèle nord. De ce fait, elle est située à égale distance du pôle Nord et de l'équateur terrestre, soit à environ 5 000 km. Son territoire est partagé entre deux bassins versants, séparés approximativement par la route départementale (RD) 42 : au nord, celui du Vern, affluent de l'Isle, et au sud celui du Caudeau, affluent de la Dordogne.
Traversé par la RD 8, le bourg de Saint-Michel-de-Villadeix est situé, en distances orthodromiques, quatre kilomètres au sud de Vergt, dix-sept kilomètres au nord de Lalinde, et dix-huit kilomètres au nord-ouest du Bugue.
Le territoire communal est bordé au nord-est sur un kilomètre par la RD 42E2.

### Communes limitrophes
Saint-Michel-de-Villadeix est limitrophe de cinq autres communes.
| Vergt                |                           | Salon             |
| Saint-Amand-de-Vergt | Saint-Michel-de-Villadeix | Veyrines-de-Vergt |
|                      | Val de Louyre et Caudeau  |                   |

### Géologie et relief

#### Géologie
Situé sur la plaque nord du Bassin aquitain et bordé à son extrémité nord-est par une frange du Massif central, le département de la Dordogne présente une grande diversité géologique. Les terrains sont disposés en profondeur en strates régulières, témoins d'une sédimentation sur cette ancienne plate-forme marine. Le département peut ainsi être découpé sur le plan géologique en quatre gradins différenciés selon leur âge géologique. Saint-Michel-de-Villadeix est située dans le troisième gradin à partir du nord-est, un plateau formé de calcaires hétérogènes du Crétacé.
Les couches affleurantes sur le territoire communal sont constituées de formations superficielles du Quaternaire et de roches sédimentaires datant pour certaines du Cénozoïque, et pour d'autres du Mésozoïque. La formation la plus ancienne, notée c4b-c, date du Santonien moyen à supérieur, composée de calcaire crayo-glauconieux avec niveaux à huîtres (P. vesicularis), devenant au sommet plus grossier à silex et rudistes (formation de Saint-Félix-de-Reillac), faciès pouvant évoluer vers des sables fins et grès carbonatés à rudistes. La formation la plus récente, notée CFvs, fait partie des formations superficielles de type colluvions carbonatées de vallons secs : sable limoneux à débris calcaires et argile sableuse à débris. Le descriptif de ces couches est détaillé dans  les feuilles « no 782 - Mussidan » et « no 783 - Thenon » de la carte géologique au 1/50 000 de la France métropolitaine, et leurs notices associées,.

Carte géologique de Saint-Michel-de-Villadeix.

#### Relief et paysages
Le département de la Dordogne se présente comme un vaste plateau incliné du nord-est (491 m, à la forêt de Vieillecour dans le Nontronnais, à Saint-Pierre-de-Frugie) au sud-ouest (2 m à Lamothe-Montravel). L'altitude du territoire communal varie quant à elle entre 115 mètres à l'extrême sud-ouest, en aval du lieu-dit le Moulin Borde, là où le Caudeau quitte la commune et entre sur celle de Saint-Amand-de-Vergt, et 221 mètres au sud du lieu-dit le Camberou, deux kilomètres à l'est du bourg.
Dans le cadre de la Convention européenne du paysage entrée en vigueur en France le 1er juillet 2006, renforcée par la loi du 8 août 2016 pour la reconquête de la biodiversité, de la nature et des paysages, un atlas des paysages de la Dordogne a été élaboré sous maîtrise d’ouvrage de l’État et publié en octobre 2020. Les paysages du département s'organisent en huit unités paysagères,. La commune fait partie du Périgord central, un paysage vallonné, aux horizons limités par de nombreux bois, plus ou moins denses, parsemés de prairies et de petits champs.
La superficie cadastrale de la commune publiée par l'Insee, qui sert de référence dans toutes les statistiques, est de 14,17 km2,,. La superficie géographique, issue de la BD Topo, composante du Référentiel à grande échelle produit par l'IGN, est quant à elle de 14,48 km2.

### Hydrographie

#### Réseau hydrographique
La commune est située dans le bassin de la Dordogne au sein du Bassin Adour-Garonne. Elle est drainée par le Caudeau et par divers petits cours d'eau, qui constituent un réseau hydrographique de 11 km de longueur totale,.
Le Caudeau, d'une longueur totale de 38,47 km, prend sa source dans la commune de Veyrines-de-Vergt et se jette dans la Dordogne en rive droite à Bergerac, juste en aval du barrage de Bergerac. Il arrose la commune au sud sur plus de trois kilomètres, lui servant de limite naturelle en trois tronçons sur deux kilomètres et demi face à Val de Louyre et Caudeau (territoire de l'ancienne commune de Saint-Laurent-des-Bâtons).

Réseaux hydrographique et routier de Saint-Michel-de-Villadeix.
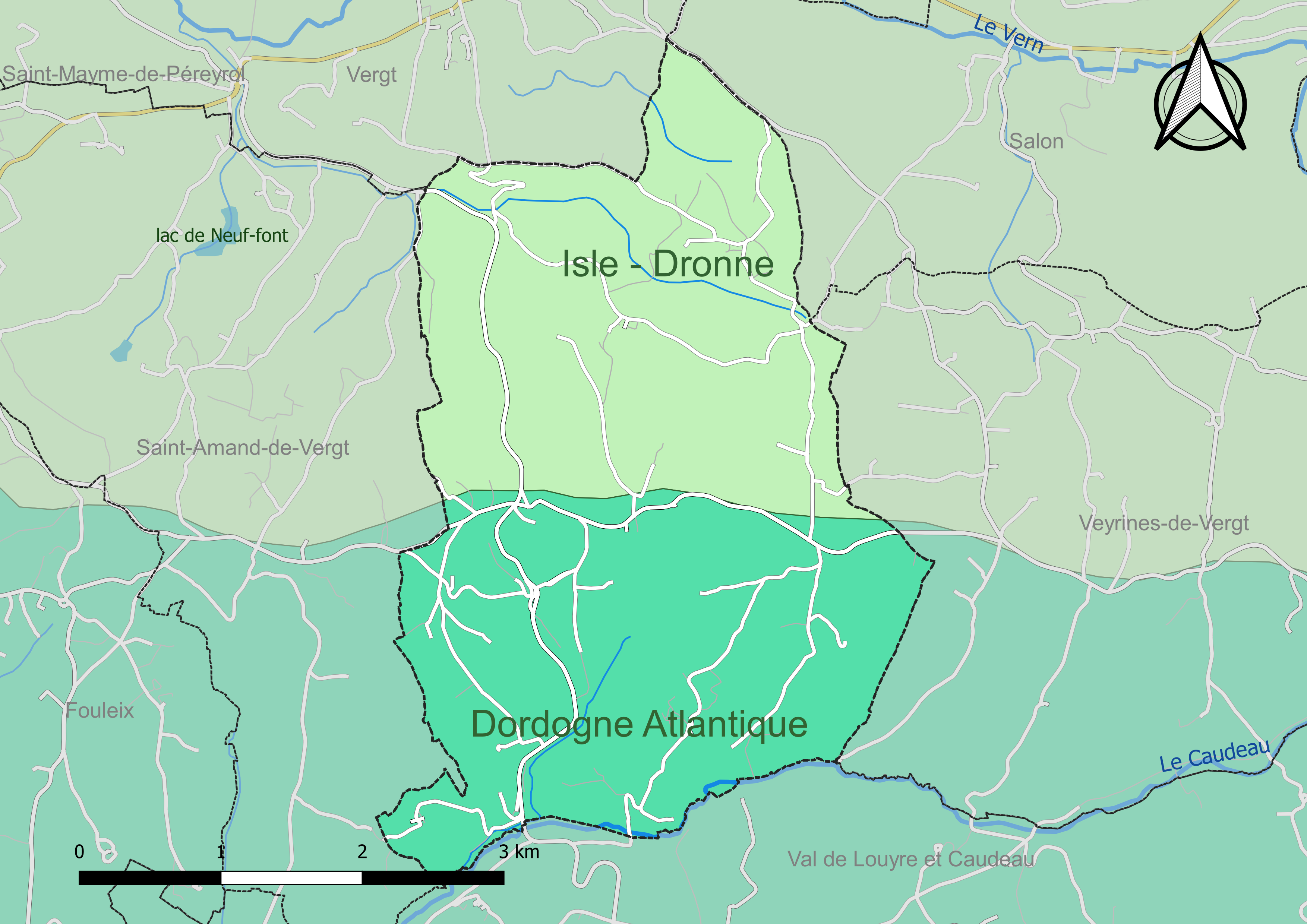
Carte des schémas d'aménagement et de gestion des eaux (SAGE) couvrant le territoire communal de Saint-Michel-de-Villadeix.

#### Gestion et qualité des eaux
Le territoire communal est couvert par les schémas d'aménagement et de gestion des eaux (SAGE) « Dordogne Atlantique » et « Isle - Dronne ». Le SAGE « Dordogne Atlantique », dont le territoire correspond au sous‐bassin le plus aval du bassin versant de la Dordogne (aval de la confluence Dordogne - Vézère)., d'une superficie de 2 700 km2 est en cours d'élaboration. La structure porteuse de l'élaboration et de la mise en œuvre est l'établissement public territorial de bassin de la Dordogne (EPIDOR). Le SAGE « Isle - Dronne », dont le territoire regroupe les bassins versants de l'Isle et de la Dronne, d'une superficie de 7 500 km2, a été approuvé le 2 août 2021. La structure porteuse de l'élaboration et de la mise en œuvre est également l'EPIDOR. Ils définissent chacun sur leur territoire les objectifs généraux d’utilisation, de mise en valeur et de protection quantitative et qualitative des ressources en eau superficielle et souterraine, en respect des objectifs de qualité définis dans le troisième SDAGE  du Bassin Adour-Garonne qui couvre la période 2022-2027, approuvé le 10 mars 2022.
Le territoire communal est partagé en deux zones de superficies à peu près équivalentes correspondant aux deux bassins versants : au nord celui du Vern dépend du SAGE Isle - Dronne, et au sud celui du Caudeau est rattaché au SAGE Dordogne Atlantique.
La qualité des eaux de baignade et des cours d’eau peut être consultée sur un site dédié géré par les agences de l’eau et l’Agence française pour la biodiversité.

### Climat
Pour des articles plus généraux, voir Climat de la Nouvelle-Aquitaine et Climat de la Dordogne.
En 2010, le climat de la commune est de type climat océanique altéré, selon une étude s'appuyant sur une série de données couvrant la période 1971-2000. En 2020, Météo-France publie une typologie des climats de la France métropolitaine dans laquelle la commune est toujours exposée à un climat océanique altéré et est dans la région climatique  Aquitaine, Gascogne, caractérisée par une pluviométrie abondante au printemps, modérée en automne, un faible ensoleillement au printemps, un été chaud (19,5 °C), des vents faibles, des brouillards fréquents en automne et en hiver et des orages fréquents en été (15 à 20 jours).
Pour la période 1971-2000, la température annuelle moyenne est de 12,1 °C, avec  une amplitude thermique annuelle de 15,1 °C. Le cumul annuel moyen de précipitations est de 910 mm, avec 12,1 jours de précipitations en janvier et 6,8 jours en juillet. Pour la période 1991-2020, la température moyenne annuelle observée sur la station météorologique la plus proche, située sur la commune de Bassillac et Auberoche à 22 km à vol d'oiseau, est de 13,1 °C et le cumul annuel moyen de précipitations est de 480,0 mm. Pour l'avenir, les paramètres climatiques de la commune estimés pour 2050 selon différents scénarios d’émission de gaz à effet de serre sont consultables sur un site dédié publié par Météo-France en novembre 2022.

### Milieux naturels et biodiversité

#### Espaces protégés
La protection réglementaire est le mode d’intervention le plus fort pour préserver des espaces naturels remarquables et leur biodiversité associée,.
La commune fait partie du bassin de la Dordogne, un territoire d'une superficie de 24 000 km2 reconnu réserve de biosphère par l'UNESCO en juillet 2012 et se situe dans sa « zone de transition ».

#### Réseau Natura 2000
Le réseau Natura 2000 est un réseau écologique européen de sites naturels d'intérêt écologique élaboré à partir des directives habitats et oiseaux, constitué de zones spéciales de conservation (ZSC) et de zones de protection spéciale (ZPS).
Aucun site Natura 2000 n'a été défini sur la commune.

#### Zones naturelles d'intérêt écologique, faunistique et floristique
L'inventaire des zones naturelles d'intérêt écologique, faunistique et floristique (ZNIEFF) a pour objectif de réaliser une couverture des zones les plus intéressantes sur le plan écologique, essentiellement dans la perspective d’améliorer la connaissance du patrimoine naturel national et de fournir aux différents décideurs un outil d’aide à la prise en compte de l’environnement dans l’aménagement du territoire.
En 2022, une ZNIEFF est recensée sur la commune d’après l'INPN.
Cette ZNIEFF de type 1, le site « marais du Petit Mas, vallée amont du Caudeau » concerne les vallées du Caudeau et de quelques-uns de ses petits affluents sur plus de 2 km2, sur le territoire de quatre communes (Saint-Amand-de-Vergt, Saint-Michel-de-Villadeix, Val de Louyre et Caudeau (incluant les anciennes communes de Cendrieux et Saint-Laurent-des-Bâtons) et Veyrines-de-Vergt. L'intérêt majeur de cette ZNIEFF réside dans la présence de deux espèces déterminantes : une libellule l'Agrion de Mercure (Coenagrion mercuriale) et une plante l'Orchis à fleurs lâches (Anacamptis laxiflora).

## Urbanisme

### Typologie
Au 1er janvier 2024, Saint-Michel-de-Villadeix est catégorisée commune rurale à habitat très dispersé, selon la nouvelle grille communale de densité à 7 niveaux définie par l'Insee en 2022.
Elle est située hors unité urbaine et hors attraction des villes,.

### Occupation des sols
L'occupation des sols de la commune, telle qu'elle ressort de la base de données européenne d’occupation biophysique des sols Corine Land Cover (CLC), est marquée par l'importance des territoires agricoles (69,6 % en 2018), une proportion identique à celle de 1990 (69,6 %). La répartition détaillée en 2018 est la suivante : 
zones agricoles hétérogènes (51,6 %), forêts (30,4 %), terres arables (16,9 %), prairies (1,1 %). L'évolution de l’occupation des sols de la commune et de ses infrastructures peut être observée sur les différentes représentations cartographiques du territoire : la carte de Cassini (XVIIIe siècle), la carte d'état-major (1820-1866) et les cartes ou photos aériennes de l'IGN pour la période actuelle (1950 à aujourd'hui).

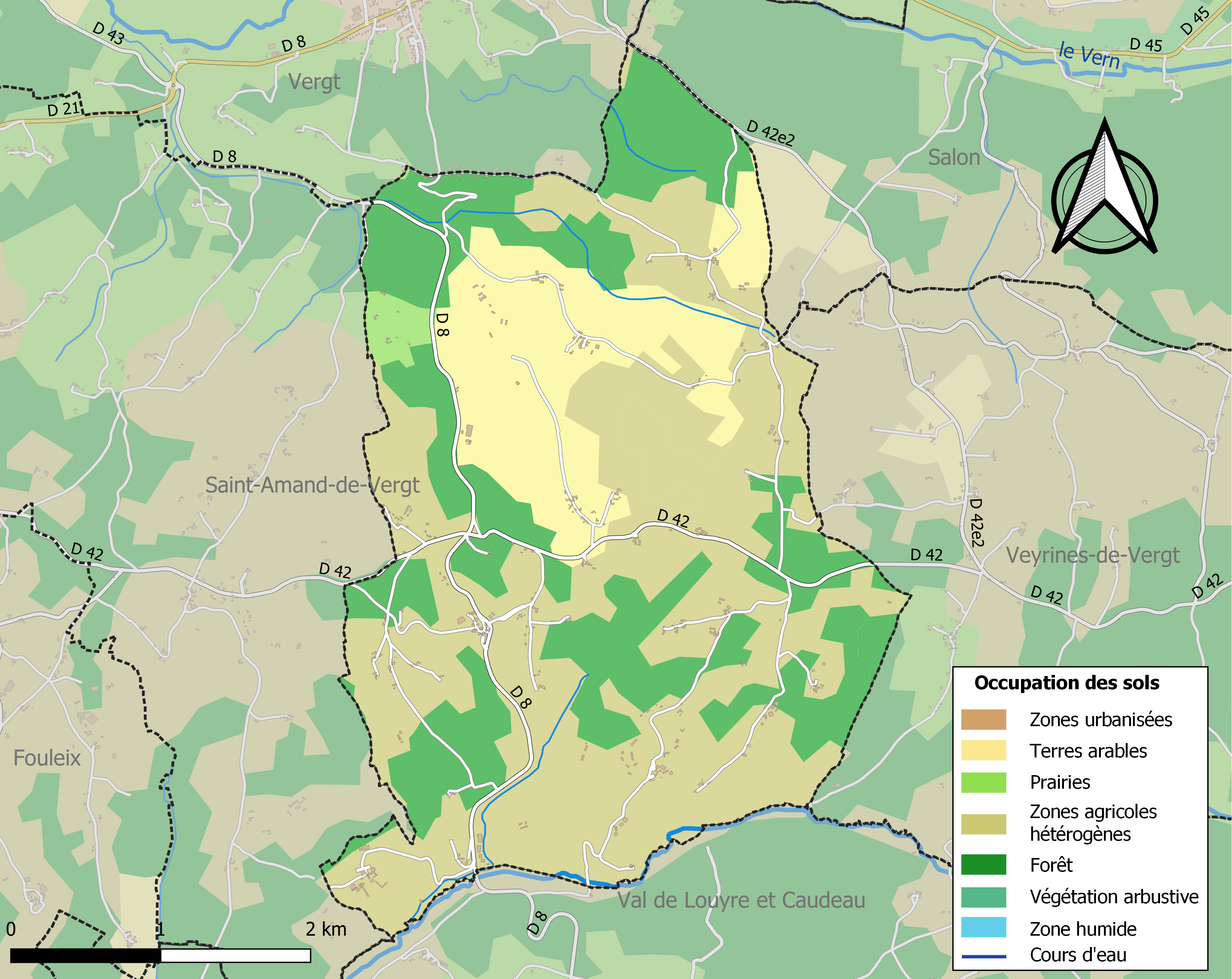
Carte des infrastructures et de l'occupation des sols de la commune en 2018 (CLC).

### Villages, hameaux et lieux-dits
Outre le bourg de Saint-Michel-de-Villadeix proprement dit, le territoire se compose d'autres villages ou hameaux, ainsi que de lieux-dits :
- le Baradis
- les Bauchauds
- le Bordérage
- Bordette Basse
- Bordette Haute
- le Bost
- le Camberou
- le Castenet
- le Catala
- les Cavillards
- le Comballet
- la Combe Noire
- les Coulauds
- le Coustal
- la Durantie
- Feuillade
- les Fléchoux
- Font-Morte
- Fontaine de la Brugère
- les Forêts
- Gache
- la Grange
- la Grange des Longis
- les Janissoux
- Labaurie Basse
- Labaurie Haute
- Labrousse
- Lafargue
- Largilière
- Laudonie
- le Longis
- le Maine
- Maison Neuve
- les Menauds
- les Montissoux
- le Moulin Borde
- Moulin-des-Longis
- les Pimpardies
- Pissarotte
- Pradignac
- les Renneix
- Rouille Dinas
- les Sables
- le Sandereix
- la Tuilière
- le Vignal.

### Prévention des risques
Le territoire de la commune de Saint-Michel-de-Villadeix est vulnérable à différents aléas naturels : météorologiques (tempête, orage, neige, grand froid, canicule ou sécheresse), inondations, feux de forêts, mouvements de terrains et séisme (sismicité très faible). Un site publié par le BRGM permet d'évaluer simplement et rapidement les risques d'un bien localisé soit par son adresse soit par le numéro de sa parcelle.
Certaines parties du territoire communal sont susceptibles d’être affectées par le risque d’inondation par débordement de cours d'eau, notamment le Caudeau. La commune a été reconnue en état de catastrophe naturelle au titre des dommages causés par les inondations et coulées de boue survenues en 1982, 1983, 1999 et 2008,. Le risque inondation est pris en compte dans l'aménagement du territoire de la commune par le biais du plan de prévention des risques inondation (PPRI) de la « vallée du Caudeau », couvrant 14 communes et approuvé le 11 septembre 2015, pour les crues du Caudeau,.
Saint-Michel-de-Villadeix est exposée au risque de feu de forêt. L’arrêté préfectoral du 14 mars 2013 fixe les conditions de pratique des incinérations et de brûlage dans un objectif de réduire le risque de départs d’incendie. À ce titre, des périodes sont déterminées : interdiction totale du 15 février au 15 mai et du 15 juin au 15 octobre, utilisation réglementée du 16 mai au 14 juin et du 16 octobre au 14 février. En septembre 2020, un plan inter-départemental de protection des forêts contre les incendies (PidPFCI) a été adopté pour la période 2019-2029,.

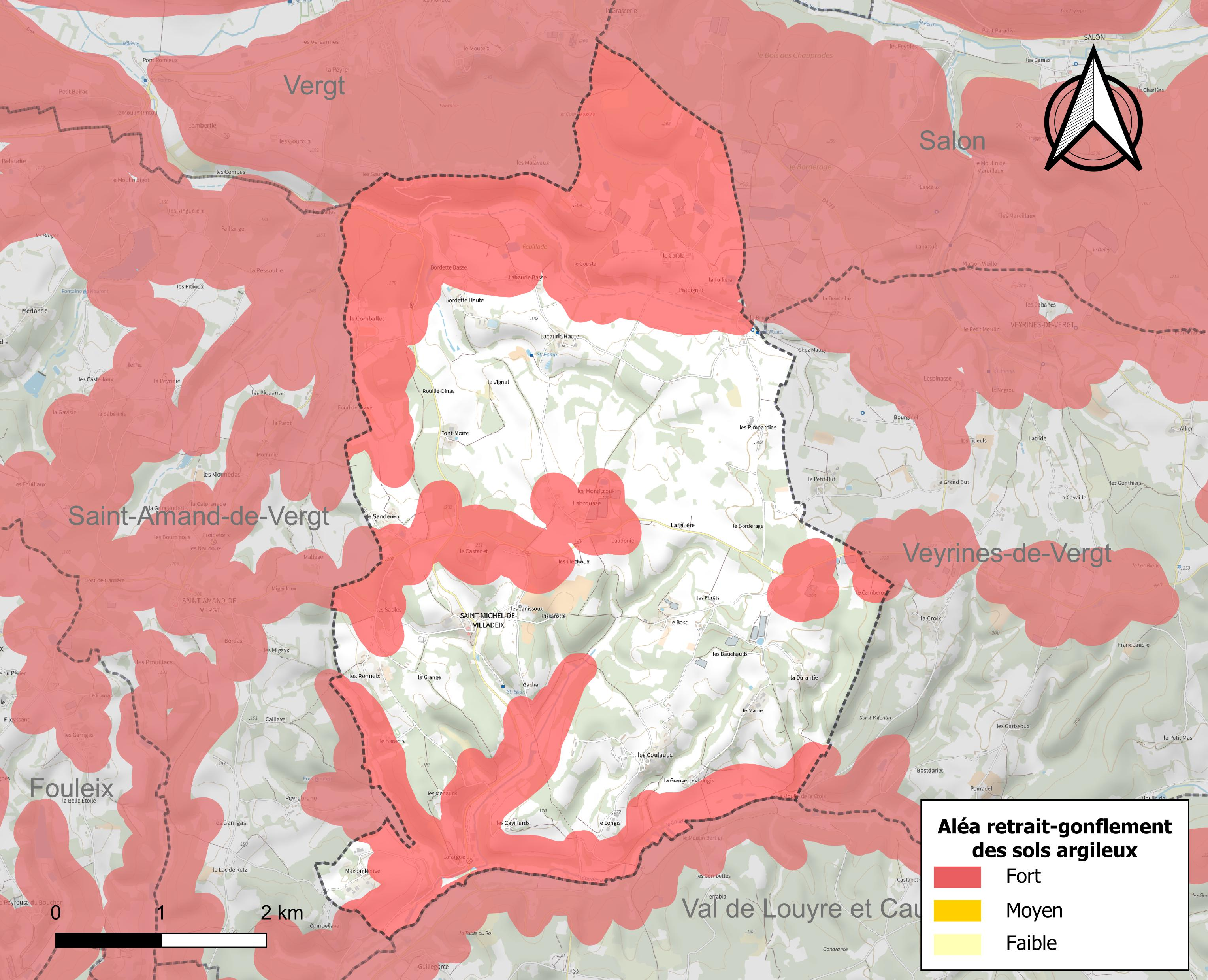
Carte des zones d'aléa retrait-gonflement des sols argileux de Saint-Michel-de-Villadeix.

Les mouvements de terrains susceptibles de se produire sur la commune sont des tassements différentiels. Le retrait-gonflement des sols argileux est susceptible d'engendrer des dommages importants aux bâtiments en cas d’alternance de périodes de sécheresse et de pluie. 45,8 % de la superficie communale est en aléa moyen ou fort (58,6 % au niveau départemental et 48,5 % au niveau national métropolitain). Depuis le 1er octobre 2020, en application de la loi ÉLAN, différentes contraintes s'imposent aux vendeurs, maîtres d'ouvrages ou constructeurs de biens situés dans une zone classée en aléa moyen ou fort,.
La commune a été reconnue en état de catastrophe naturelle au titre des dommages causés par la sécheresse en 1989, 2005 et 2011 et par des mouvements de terrain en 1999.

## Toponymie
La première mention écrite connue du lieu date de 1364 sous la forme Sanctus Michael de Villades,. La première partie du nom fait référence à l'archange saint Michel. La seconde partie du nom est celle de l'ancien archiprêtré de Saint-Marcel, Villades, cité au XIIIe siècle dans un pouillé, que l'on retrouve en 1487 sous la forme Parochia de la Monzia de Villadès (paroisse du monastère de moniales de Villadès) et correspondant à un village consacré à Dieu (tout comme la Villedieu).
En occitan, la commune se nomme Sent Micheu de Viladés.

## Histoire
Édifiée à l'époque médiévale, l'église du lieu a été rebâtie au XIXe siècle. Autrefois, d'importants pèlerinages s'effectuaient auprès de la fontaine de Saint-Valéry, au cimetière, pour y guérir les enfants malades.

## Politique et administration

### Rattachements administratifs et électoraux
La commune de Saint-Michel-de-Villadeix a, dès 1790, été rattachée au canton de Vergt qui dépendait du district de Perigueux jusqu'en 1795, date de suppression des districts. En 1801, le canton change de nom (canton de Saint-Jean-de-Vergt) et la commune est rattachée à l'arrondissement de Périgueux. Le canton reprendra ensuite son nom initial.
Dans le cadre de la réforme de 2014 définie par le décret du 21 février 2014, ce canton disparaît aux élections départementales de mars 2015. La commune est alors rattachée au canton du Périgord central dont le bureau centralisateur reste fixé à Vergt.

### Intercommunalité
Fin 2001, Saint-Michel-de-Villadeix intègre dès sa création la communauté de communes du Pays vernois. Celle-ci est dissoute le 31 décembre 2013 et remplacée au 1er janvier 2014 par la communauté de communes du Pays vernois et du terroir de la truffe. Elle est elle-même dissoute le 31 décembre 2016 et ses communes sont intégrées à la communauté d'agglomération Le Grand Périgueux le 1er janvier 2017.

### Administration municipale
La population de la commune étant comprise entre 100 et 499 habitants au recensement de 2017, onze conseillers municipaux ont été élus en 2020,.

### Liste des maires

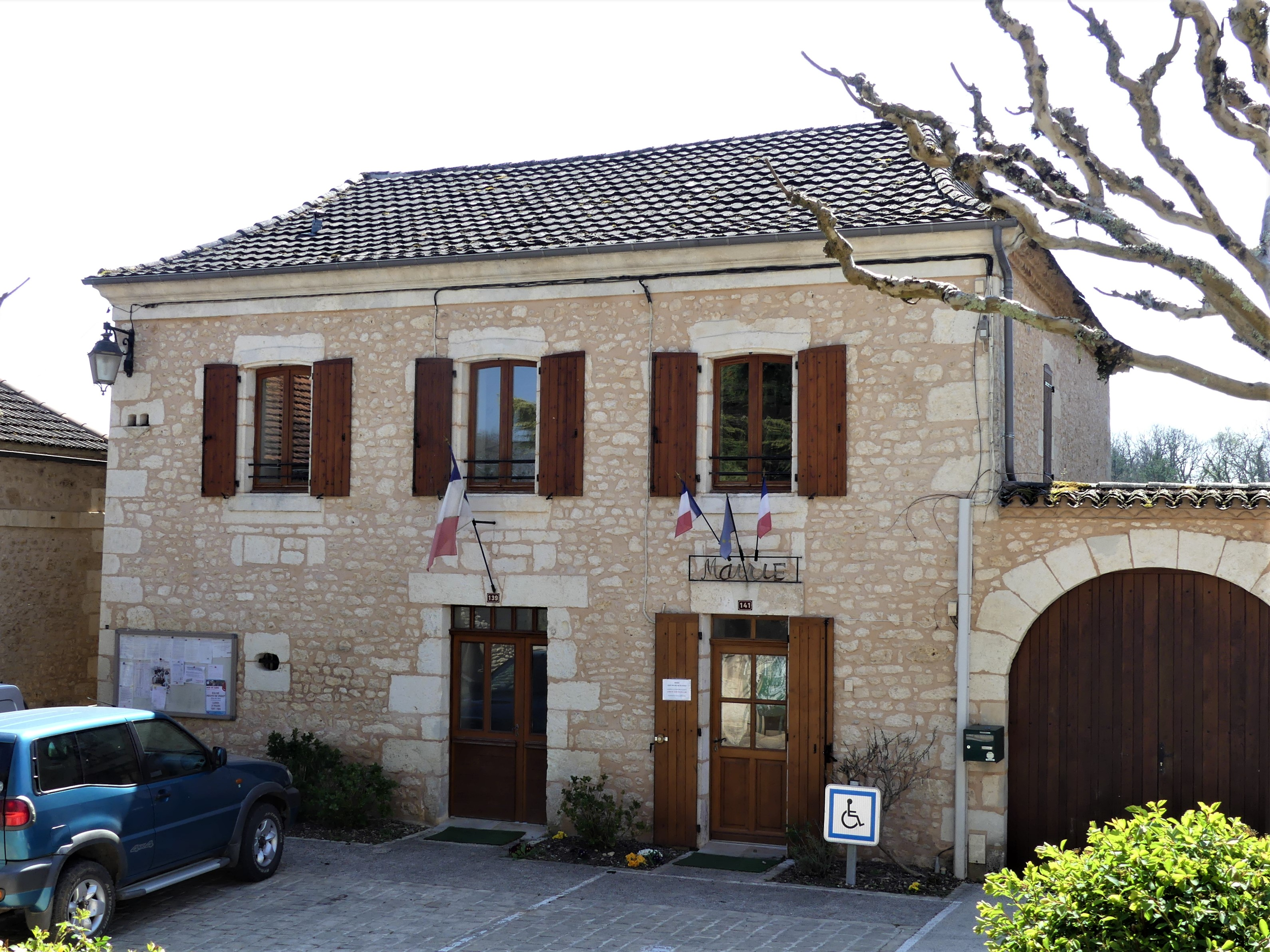
La mairie en 2022.

| Période                                  | Période      | Identité          | Étiquette | Qualité                            |
| ---------------------------------------- | ------------ | ----------------- | --------- | ---------------------------------- |
| Les données manquantes sont à compléter. |              |                   |           |                                    |
|                                          |              |                   |           |                                    |
| 1983                                     | octobre 2013 | Claude Dupont     | SE        | Retraité de l'exploitation du bois |
| novembre 2013 (réélu en mai 2020)        | En cours     | Patrick Guillemet |           | Retraité de la gendarmerie         |

### Jumelages
Les communes du Pays vernois sont jumelées avec la ville canadienne de Saint-Jacques de Montcalm depuis 1996.

## Équipements et services publics

### Justice
En 2023, dans le domaine judiciaire, Saint-Michel-de-Villadeix relève : 
- du tribunal judiciaire, du tribunal pour enfants, du conseil de prud'hommes et du tribunal de commerce de Périgueux ;
- du pôle Nationalité du tribunal judiciaire de Périgueux (compétent uniquement dans le domaine de la nationalité) ;
- de la cour d'appel, du tribunal administratif et de la  cour administrative d'appel de Bordeaux.

## Population et société

### Démographie
Les habitants de Saint-Michel-de-Villadeix se nomment les Saint Michélois.
L'évolution du nombre d'habitants est connue à travers les recensements de la population effectués dans la commune depuis 1793. Pour les communes de moins de 10 000 habitants, une enquête de recensement portant sur toute la population est réalisée tous les cinq ans, les populations de référence des années intermédiaires étant quant à elles estimées par interpolation ou extrapolation. Pour la commune, le premier recensement exhaustif entrant dans le cadre du nouveau dispositif a été réalisé en 2007.

En 2022, la commune comptait 299 habitants, en évolution de −4,17 % par rapport à 2016 (Dordogne : +0,37 %, France hors Mayotte : +2,11 %).
| 1793 | 1800 | 1806 | 1821 | 1831 | 1836 | 1841 | 1846 | 1851 |
| ---- | ---- | ---- | ---- | ---- | ---- | ---- | ---- | ---- |
| 62   | 551  | 650  | 656  | 683  | 667  | 624  | 679  | 654  |

| 1856 | 1861 | 1866 | 1872 | 1876 | 1881 | 1886 | 1891 | 1896 |
| ---- | ---- | ---- | ---- | ---- | ---- | ---- | ---- | ---- |
| 634  | 630  | 588  | 574  | 568  | 540  | 518  | 491  | 480  |

| 1901 | 1906 | 1911 | 1921 | 1926 | 1931 | 1936 | 1946 | 1954 |
| ---- | ---- | ---- | ---- | ---- | ---- | ---- | ---- | ---- |
| 432  | 438  | 375  | 337  | 343  | 347  | 356  | 308  | 265  |

| 1962 | 1968 | 1975 | 1982 | 1990 | 1999 | 2006 | 2007 | 2012 |
| ---- | ---- | ---- | ---- | ---- | ---- | ---- | ---- | ---- |
| 259  | 283  | 248  | 263  | 258  | 288  | 291  | 291  | 312  |

| 2017 | 2022 | - | - | - | - | - | - | - |
| ---- | ---- | - | - | - | - | - | - | - |
| 309  | 299  | - | - | - | - | - | - | - |

## Économie

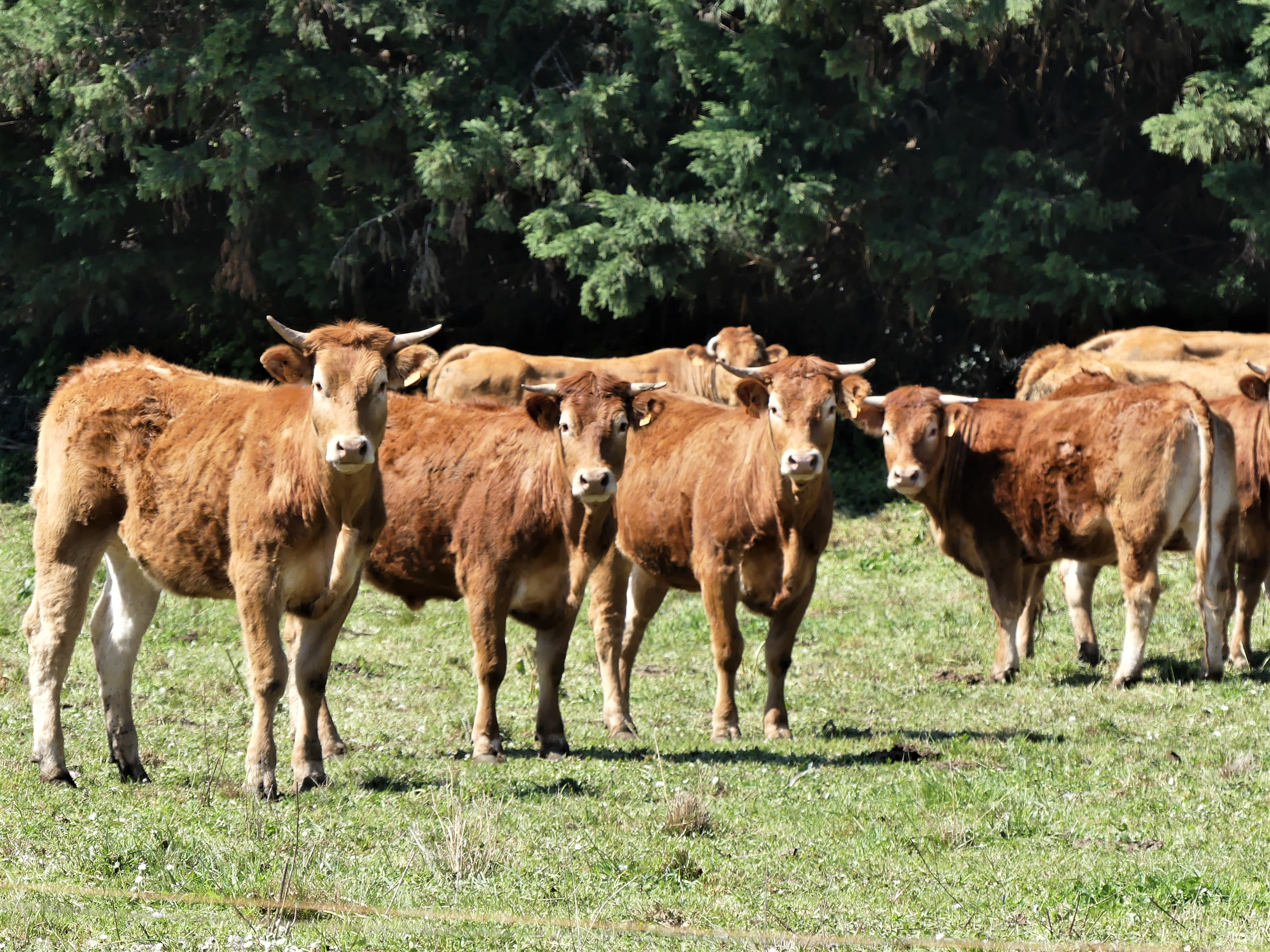
Bovins de race limousine à Saint-Michel-de-Villadeix.

### Emploi
En 2018, parmi la population communale comprise entre 15 et 64 ans, les actifs représentent 160 personnes, soit 51,5 % de la population municipale. Le nombre de chômeurs (neuf) a augmenté par rapport à 2013 (sept) et le taux de chômage de cette population active s'établit à 5,7 %.

### Établissements
Au 31 décembre 2015, la commune compte vingt-neuf établissements, dont onze dans l'agriculture, la sylviculture ou la pêche, huit au niveau des commerces, transports ou services, cinq dans la construction, quatre relatifs au secteur administratif, à l'enseignement, à la santé ou à l'action sociale, et un dans l'industrie.

## Culture locale et patrimoine

### Lieux et monuments
- Église Saint-Michel[52], reconstruite du XIXe siècle en remplacement d'une église médiévale[50]. Elle recèle un bras-reliquaire du XVIIIe siècle de saint Valéry[70].
- Château des Janissoux, ou de Janissous, du XVIIIe siècle[71].

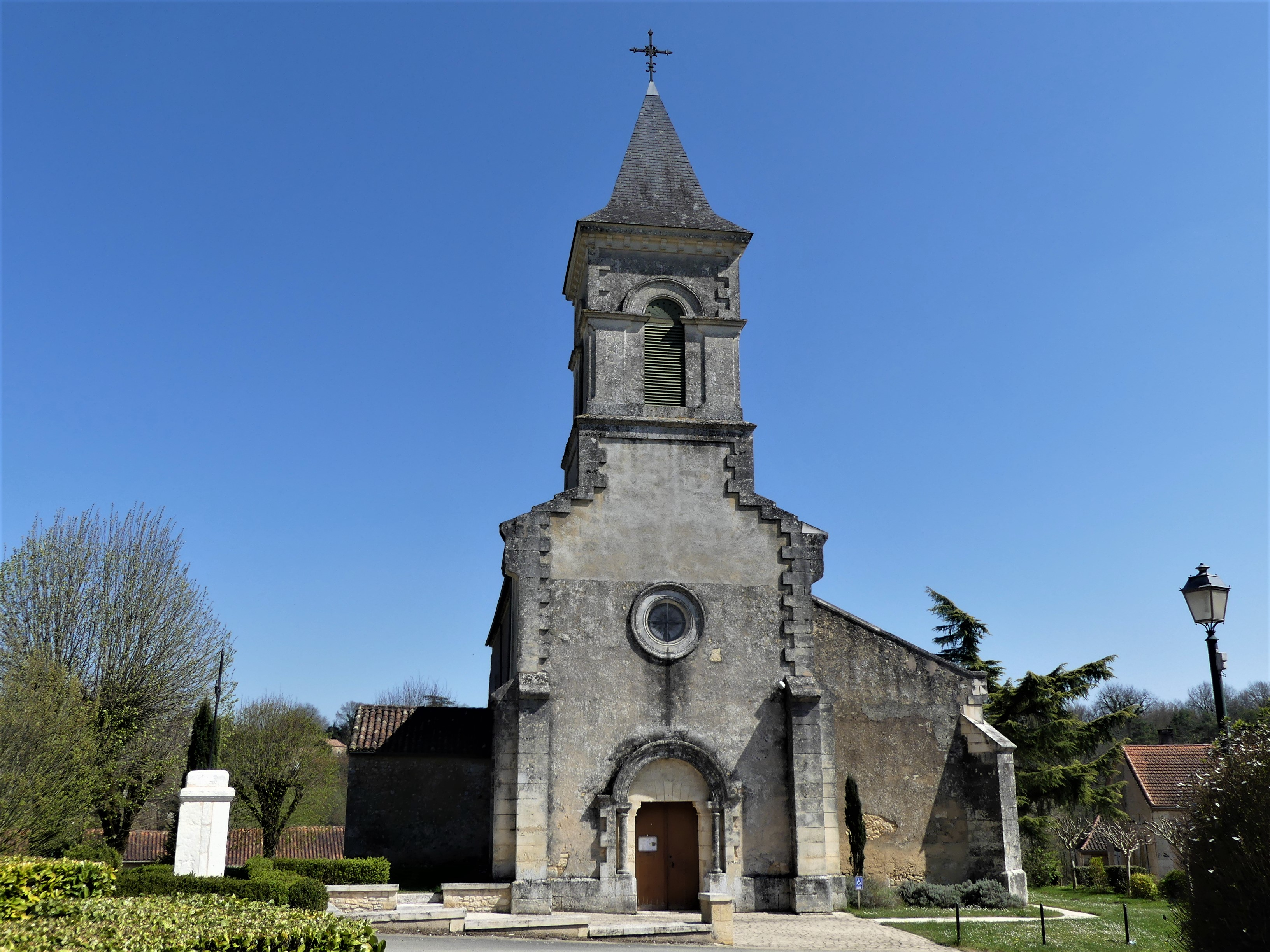
L'église Saint-Michel.
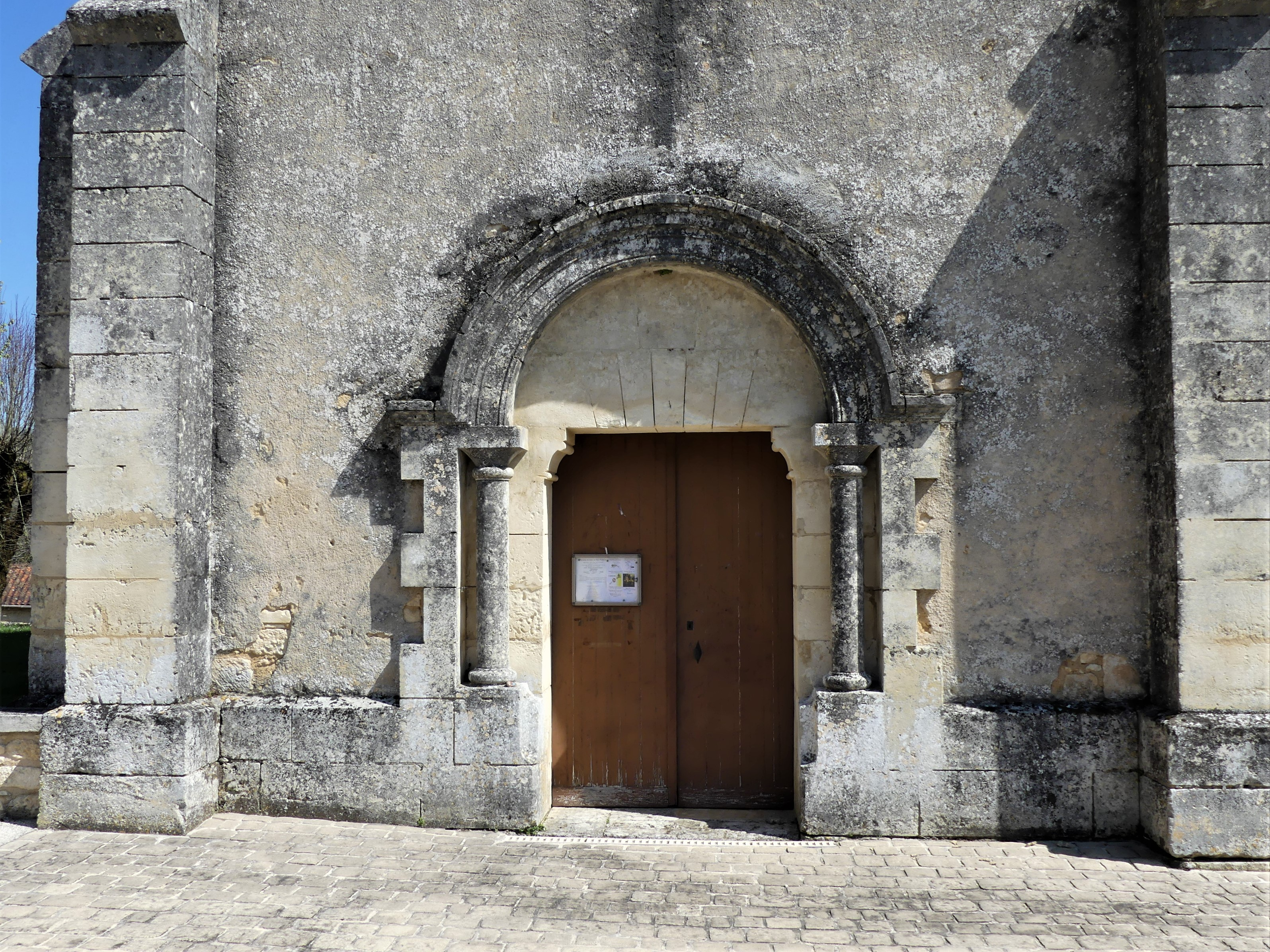
Son portail.
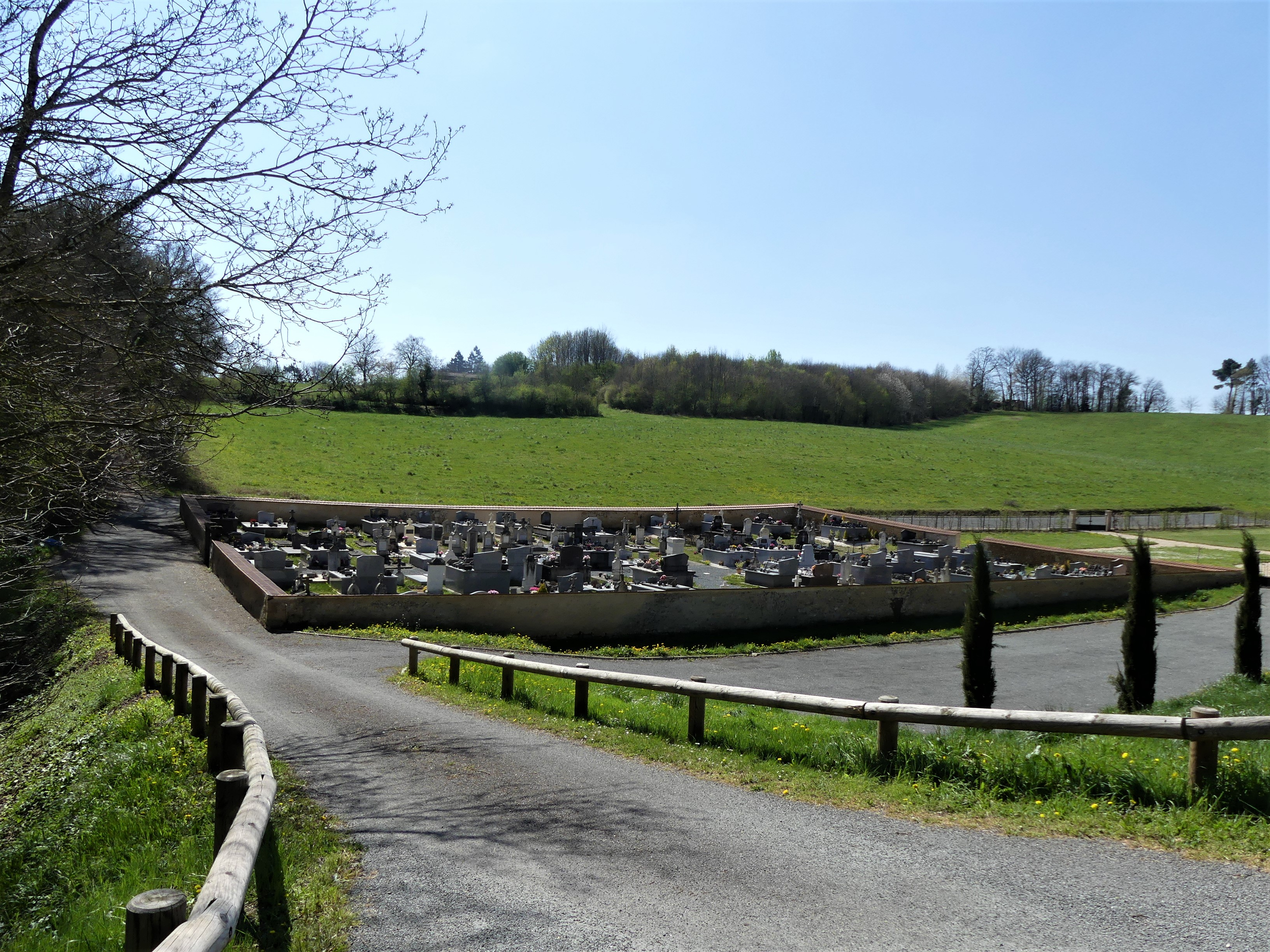
Le cimetière.
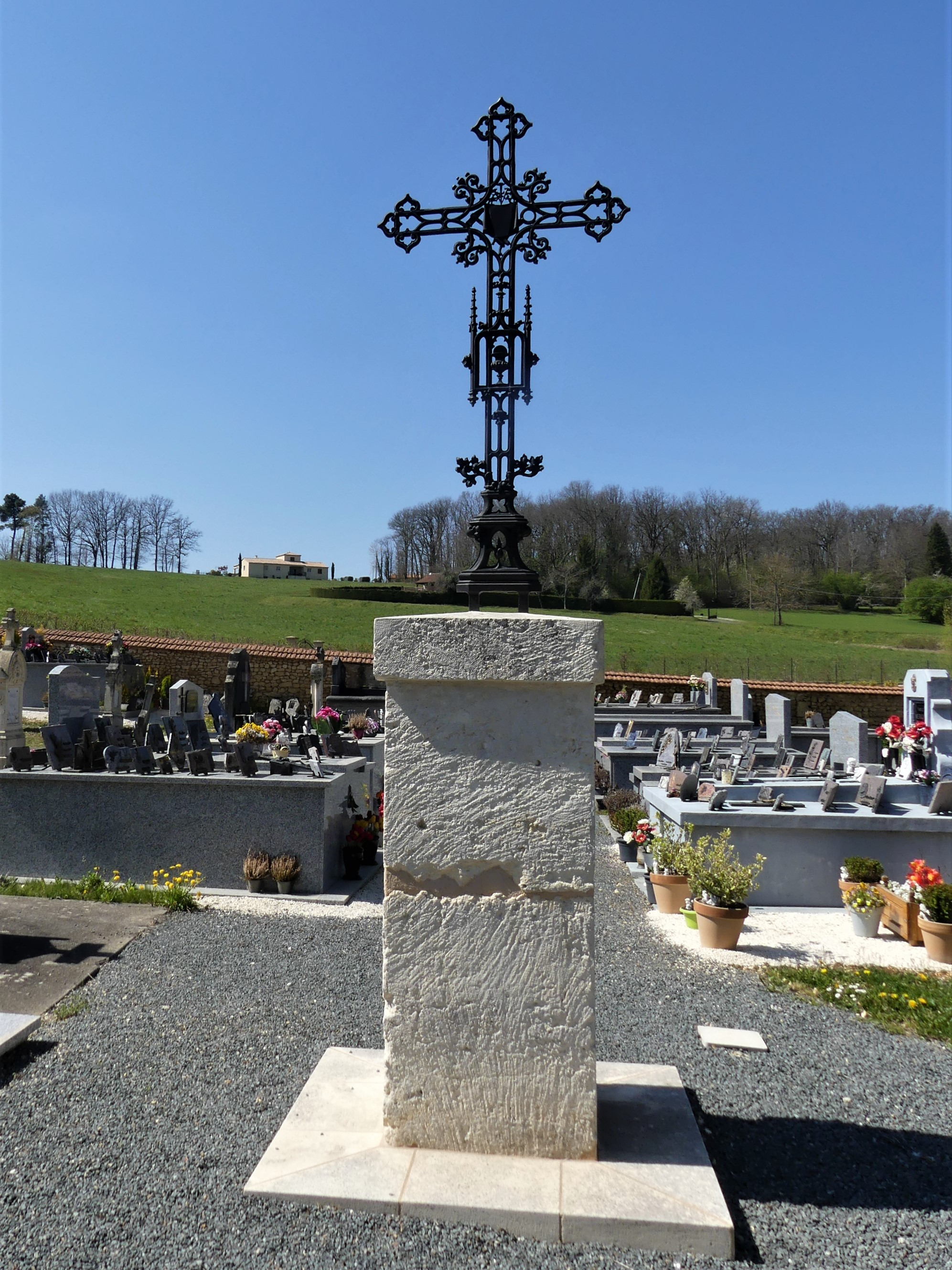
La croix principale du cimetière.
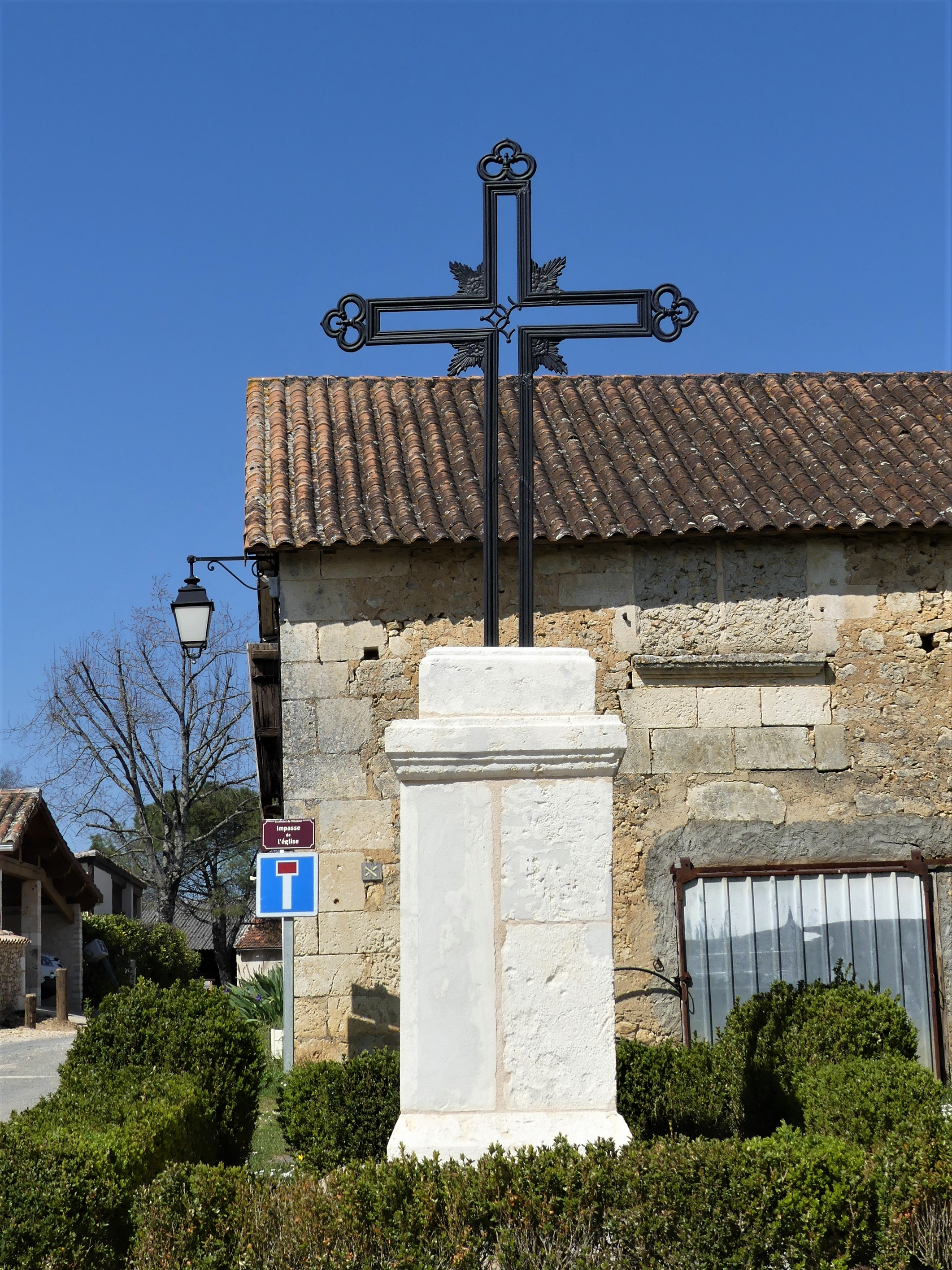
Croix devant l'église.
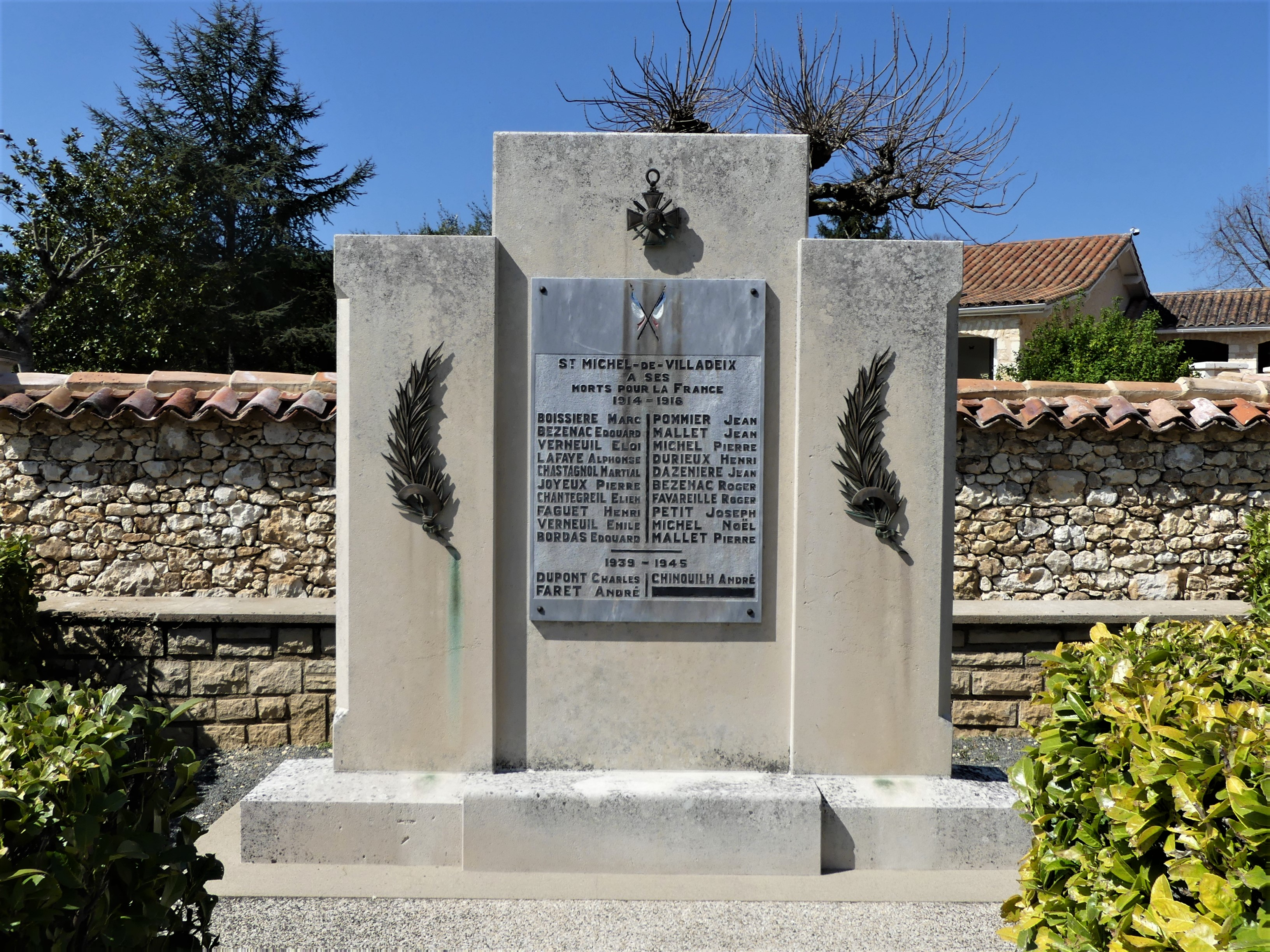
Le monument aux morts.

### Personnalités liées à la commune
- Brigitte et Gilles Delluc, préhistoriens, habitants de la commune[72].

### Héraldique
| Blason de Saint-Michel-de-Villadeix | Blason  | Parti : au 1) de gueules au lion d'or, armé, lampassé et couronné d'azur ; au 2) de sinople à saint Michel de carnation, vêtu et nimbé d'or, chevelé et ailé d'argent, au bouclier d'argent à la croix de gueules, transperçant de sa lance croisetée d'argent un dragon couché et contourné de sinople ; à une fontaine héraldique d'or, remplie d'azur à une source d'argent, brochant en pointe sur la partition. |
| Blason de Saint-Michel-de-Villadeix | Détails | Création Ph. Chandelle. Adopté le 29 novembre 2023. |

## Pour approfondir